# Aghdash (quận)
Aghdash (tiếng Azerbaijan:Aǧdaş) là một quận thuộc Azerbaijan. Dân số thời điểm năm 2012 là 89214 người.